# ZiL–131

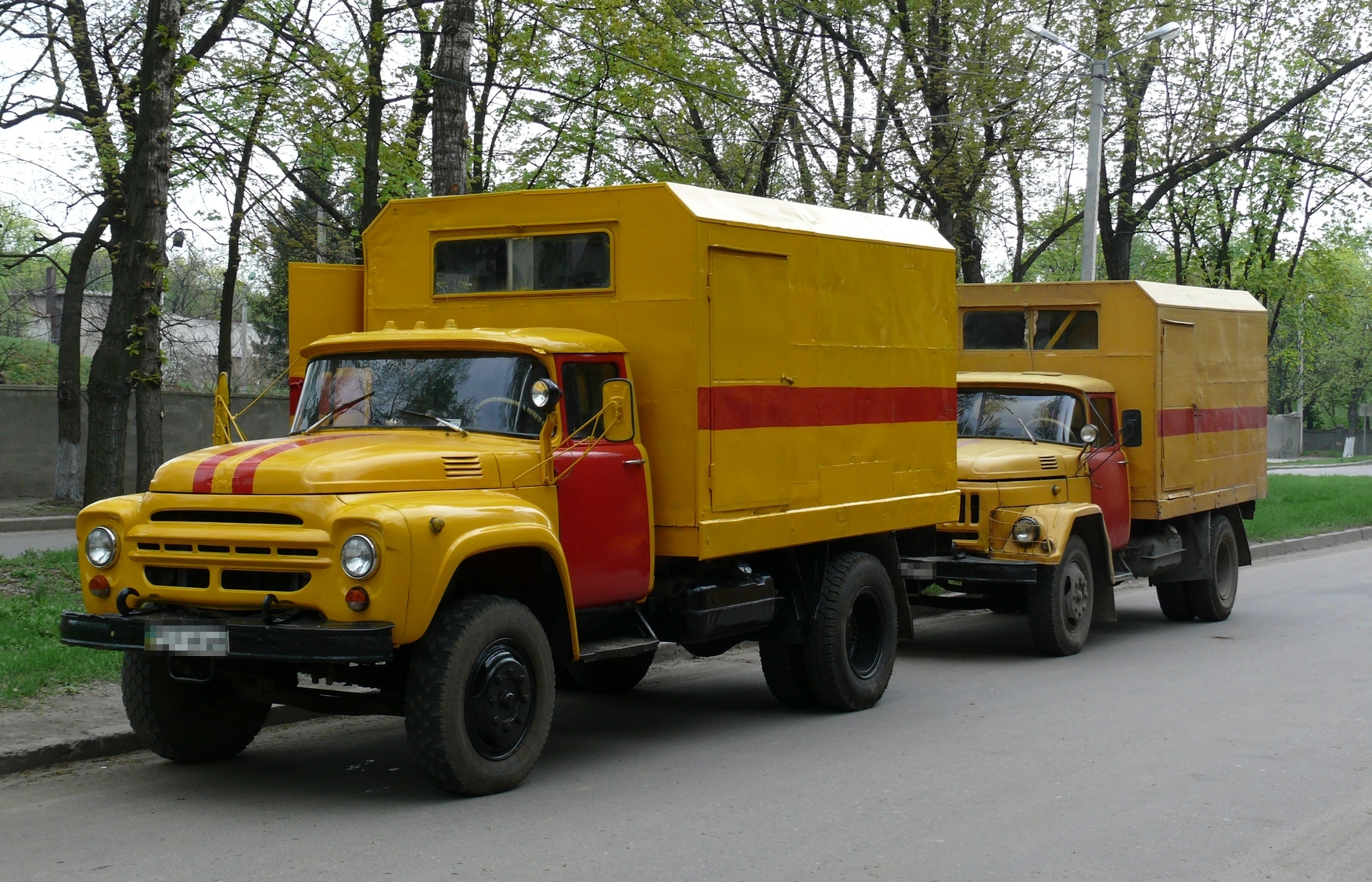

A ZiL–131 szovjet gyártmányú, általános célú, 3,5 tonnás, 6×6 hajtásképletű katonai tehergépkocsi, amelyet a Lihacsov Autógyár tervezett és gyártott. Az 1966-ban bemutatott jármű a ZiL–130 tehergépkocsi katonai változata, és számos alkatrészük megegyezik. 
Főbb jellemzők:

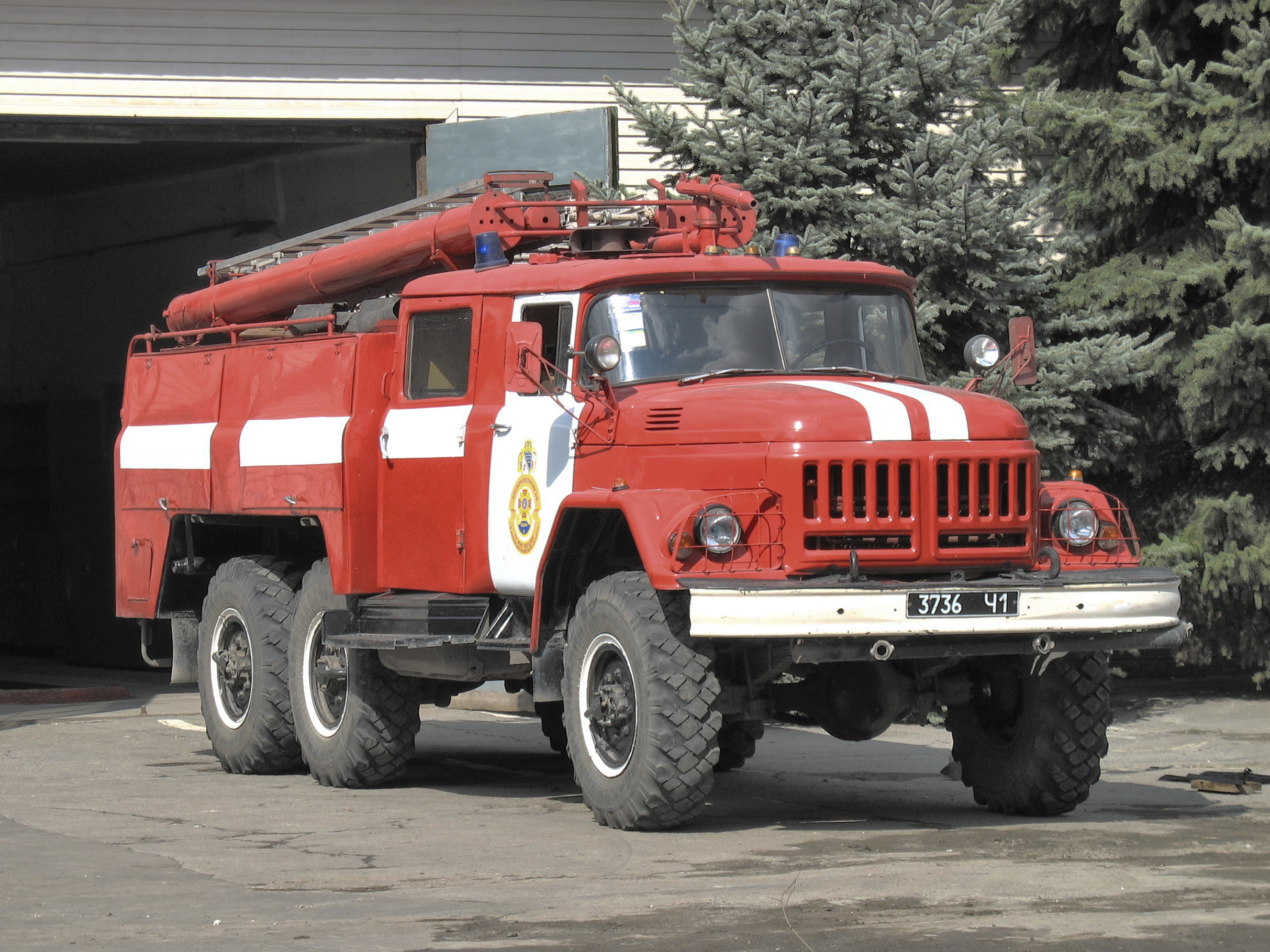

- Motor: A ZiL–131-et egy V8-as benzinmotor hajtja, amely 150 lóerős (110 kW) teljesítményt nyújt. A motor hengerűrtartalma 5996 cm³, kompresszióviszonya pedig 6,5:1.
- Üzemanyagtartály: A jármű két darab, egyenként 170 literes üzemanyagtartállyal rendelkezik, amelyek összesen 340 liter kapacitást biztosítanak.
- Fogyasztás és hatótávolság: Az átlagos üzemanyag-fogyasztás 40 liter/100 km, ami körülbelül 850 km-es hatótávolságot tesz lehetővé.
- Sebességváltó: A jármű ötsebességes manuális váltóval és kéttartományú terepváltóval van felszerelve, amely lehetővé teszi a különböző terepviszonyokhoz való alkalmazkodást.
- Maximális sebesség: A ZiL–131 legnagyobb sebessége 80 km/h.
- Terepjáró képességek: A jármű képes 58%-os emelkedők leküzdésére, 40%-os oldaldőléssel haladni, 1,4 méter mély vízen átgázolni és 0,6 méter magas akadályokat átlépni.

Felhasználás és változatok:

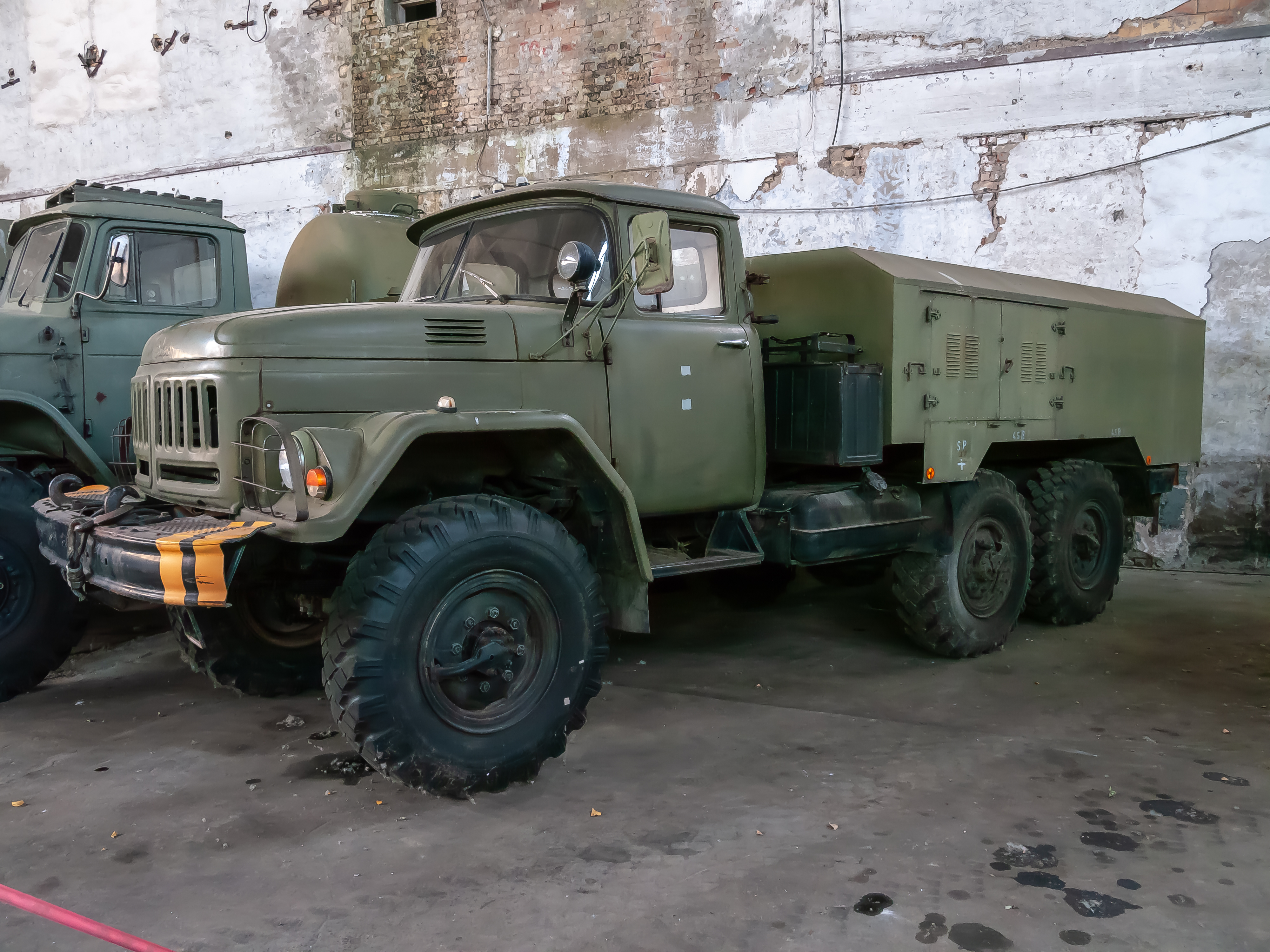

A ZiL–131 alapmodellje egy általános tehergépkocsi, de számos változata létezik, beleértve a nyergesvontatót (ZiL–131V), billenőplatós teherautót, üzemanyag-szállítót és speciális katonai felépítmények hordozására alkalmas alvázakat. 
Szolgálatban:
A ZiL–131-et széles körben használták a Szovjetunióban és más szocialista országokban, beleértve Magyarországot is. A jármű megbízhatósága és kiváló terepjáró képességei miatt népszerű volt a katonai egységek körében. A Magyar Honvédség is alkalmazta ezt a típust különböző logisztikai és szállítási feladatokra.